# Keysville (Georgia)
Keysville es una ciudad situada en los condados de Burke y Jefferson, en Georgia, Estados Unidos. Tiene una población estimada, a mediados de 2023, de 307 habitantes.

## Geografía
La localidad está ubicada en las coordenadas 33°14′10″N 82°13′46″O / 33.23611, -82.22944 (33.236189, -82.229326). Según la Oficina del Censo, tiene una superficie total de 2.79 km², de los cuales 2.73 km² corresponden a tierra firme y 0.06 km² están cubiertos de agua.

## Demografía

### Censo de 2020
Según el censo de 2020, en ese momento la localidad tenía una población de 300 habitantes. La densidad de población era de 109.89 hab./km².
| Raza                   | Núm. | Porc.   |
| ---------------------- | ---- | ------- |
| Afroamericanos         | 189  | 63.00%  |
| Blancos                | 92   | 30.67%  |
| Asiáticos              | 4    | 1.33%   |
| De otras razas         | 4    | 1.33%   |
| De una mezcla de razas | 11   | 3.67%   |
| Total                  | 300  | 100.00% |

Del total de la población, el 3.00% eran hispanos o latinos de cualquier raza.

### Estimación 2018-2022
De acuerdo con la estimación 2018-2022 de la Oficina del Censo, los ingresos medios de los hogares de la localidad son de $42,813.